# Ночной колпак

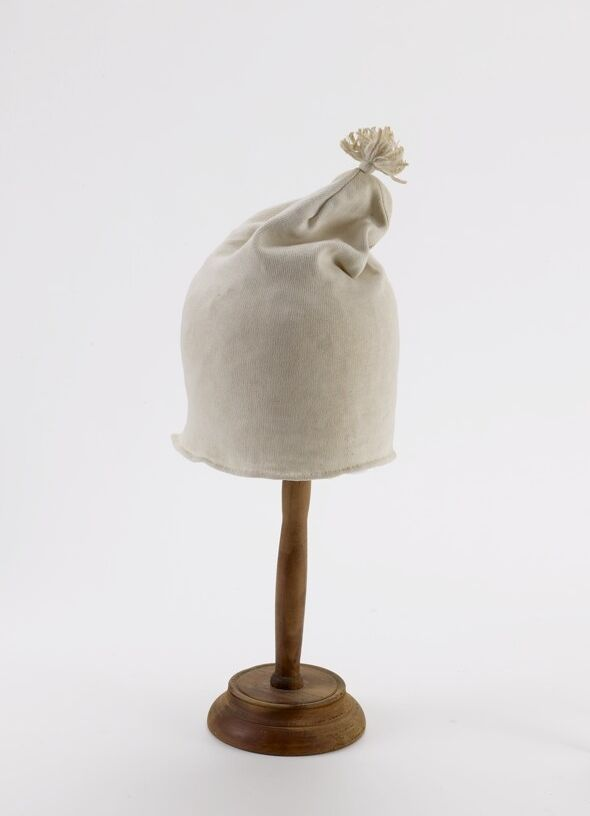
Ночной колпак из хлопка, из собрания Ведомственные музеи Верхней Соны

Ночной колпак (редко — спальный колпак) — мужской головной убор для сна, сшитый или вязанный обычно из тёплой ткани и плотно облегающий голову. Также мог носиться днём в неформальной обстановке. Имел распространение в первую очередь в странах Северной Европы до начала XX века.

## История
Ночной колпак появился, эволюционировав из покрывала, оборачивавшегося вокруг головы спящего. По-видимому, ночной колпак появился в XIV веке, одно из самых ранних упоминаний ночных колпаков присутствует в «Кентерберийских рассказах» Джеффри Чосера:

Бог ведает, что ощущала Мая,

Его в одной сорочке созерцая

И в колпаке ночном. Я убежден,

Что ей не по душе пришелся он.
Оригинальный текст (англ.)
But God woot what that may thoughte in hir herte,

Whan she hym saugh up sittynge in his sherte,

In his nyght-cappe, and with his nekke lene;

She preyseth nat his pleyyng worth a bene.
— 35. Рассказ Купца, перевод О. Румера
Кроме того, ночной колпак (фр. cueuvrechiefs) упоминается в т. н. «Парижском домохозяине/Домострое» (фр. Le Ménagier de Paris) — анонимном французском поучении 1394 года, написанном от лица мужа своей молодой супруге. В книге так описывается, как идеальная жена должна помогать мужу ложиться спать:

…поставить его обувь перед пылающим очагом, обмыть ему ноги, предложить чистые башмаки и чулки. Накормить сытно и напоить, прислуживая ему со всем почтением. После надеть на него ночной колпак и уложить его спать на чистых простынях, укрыть теплыми мехами и удовлетворить его потребности в других удовольствиях и развлечениях, интимных забавах и тайнах любви, о которых я умолчу.

другой вариант перевода

Она (жена) снимет у огня его сапоги, вымоет ему ноги и даст чистые носки, накормит и напоит его, уложит его спать на белые простыни и наденет на голову ночной колпак, укроет теплым одеялом и окружит весельем, нежностью, лаской и любовью и о чем-то важном поворкует с ним, о чем я умолчу…
Оригинальный текст (англ.)…removing his shoes in front of a good fire, washing his feet, offering clean shoes and socks, serving plenteous food and drink, respectfully honoring him. After this, she puts him to sleep in white sheets and his nightcap, covered with good furs, and satisfies him with other joys and amusements, intimacies, loves, and secrets about which I remain silent.
Оригинальный текст (ст.-фр.)…d'estre deschaux à bon feu, d'estre lavé les pies, avoir chausses et soulers frais, bien peu, bien abeuvré, bien servi, bien seignouri, bien couchie en blans draps, et cueuvrechiefs blans, bien couvert de bonnes fourrures, et assouvi des autres joies et esbate mens, privetés, amours et secrets dont je me tais.

Также ночные колпаки (как предмет, должный даваться гостям при ночлеге у хозяев) упоминаются во французском сатирическом произведении рубежа XIV-XV ст. «15 радостей брака» (фр. Les Quinze joies du mariage).
XIV-м веком датируются самые ранние изображения ночных колпаков: они встречаются на итальянских фресках кисти Бернардо Дадди и Меммо ди Филиппуччо, изображаемые колпаки красные с белой или чёрной подкладкой.
В XVI веке ночной колпак вошёл в обиход дворянства и буржуазии наряду с ночной рубашкой. Английский врач XVI—XVII веков Уильям Вон (англ. William Vaughan) в своём труде «Naturall & Artificial Directions for health» 1602 года рекомендовал проделывать в верху ночных колпаков отверстие для вентиляции. Другой английский лекарь того времени, Эндрю Борд (англ. Andrew Boorde), уделяет целую главу своей книги правильному, на его взгляд, сну. О ночном колпаке Борд пишет:

Пусть твой ночной колпак будет алого цвета, поскольку этот цвет способствует сохранению тепла, и я советую изготовить колпак из тонкой хлопковой ткани хорошего качества.
Оригинальный текст (англ.)Let your nyght cap be of scarlet: and this I do aduertyse you, to cause to be made a good thycke quylte of cotton.

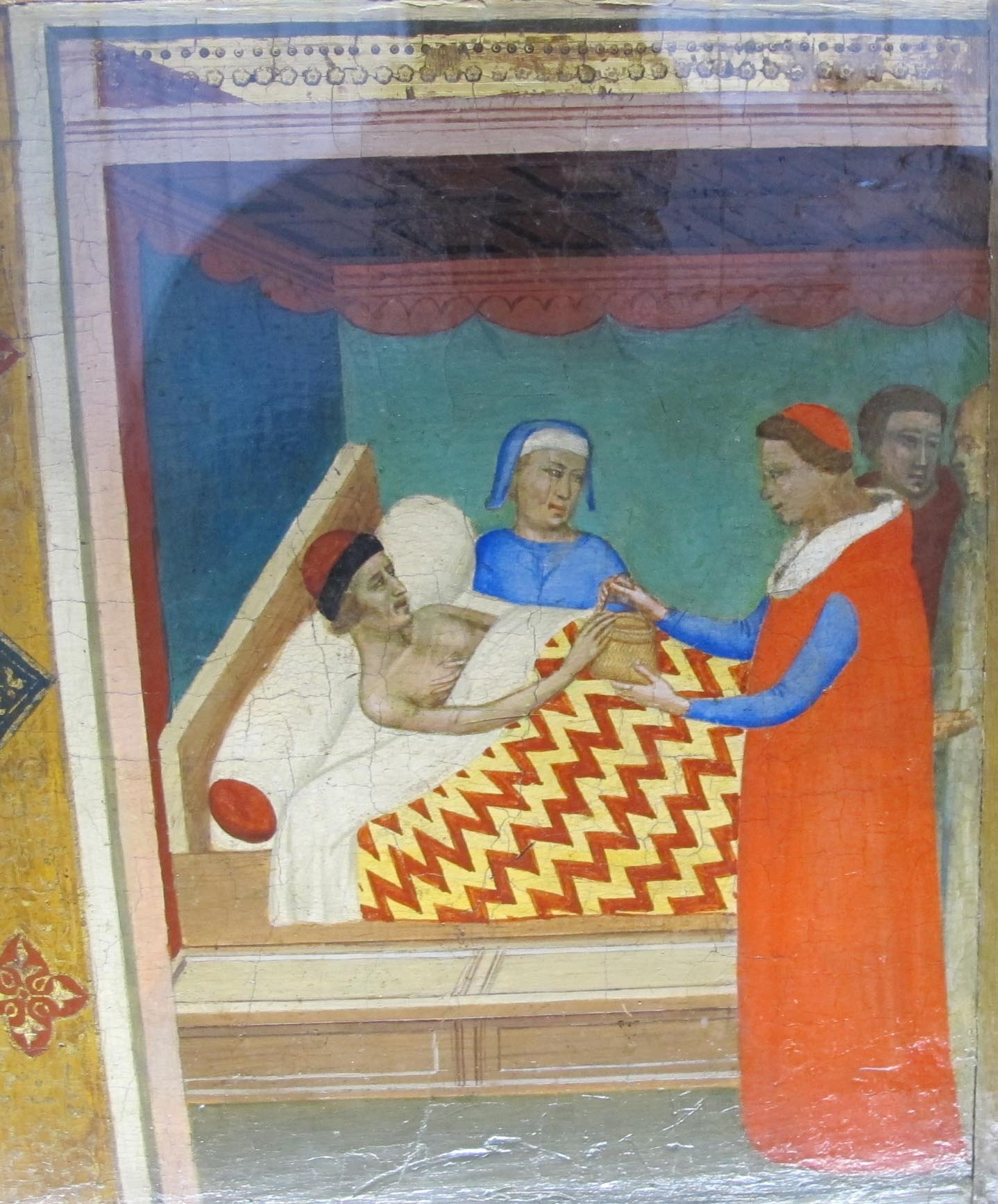
Купец Микеле Дагомари на смертном одре в ночном колпаке, деталь росписи пределлы алтаря собора святого Стефана (Прато) работы Бернардо Дадди, ок. 1337 г.

Также Борд рекомендует шить ночные колпаки из чистых ворса и шерсти, а его покрытие (англ. covering) — из белой бумазеи (англ. fustian).
Первоначально ночные колпаки имели невысокую куполообразную форму и плотно прилегающие отвороты, впоследствии отвороты стали больше и свободнее. В XVI—XVII веках ночные колпаки носили не только во время сна, но и в днём в домашней обстановке, а буржуа и ремесленники носили их (и схожие с ночными колпаками шапки) также и на улице. Ночные колпаки плотно облегали голову носителя. В то время ночные колпаки, нередко украшавшиеся вышивкой, имели большую ценность, они время от времени встречаются в английских завещаниях и в т. н. «законах о роскоши», изданных в царствование английской королевы Марии. Бедняки же довольствовались вязаными ночными колпаками.
В XVIII веке ночные колпаки становятся широкими, похожими на тюрбан. Их зачастую носят с халатом-баньяном и нередко шьются из тех же тканей, что и халат или рубашка: шерсти, дамаска, бархата и шёлка; а в середине-конце XVIII века ночные колпаки становятся мешковатыми, их начинают шить из льна, шерстяные колпаки носятся только для сохранения тепла. Они всё ещё остаются домашней одеждой, носимой не только во время сна, но и днём, в том числе прикрывая бритую голову вместо модного в том веке парика, и тоже вышиваются (так, после смерти Витуса Беринга его вдова, Анна-Кристина, просила прислать принадлежавшие мужу шлафор (шлафрок) и шитый золотом атласный ночной колпак василькового цвета, поскольку до этого соратники Беринга прислали его некоторые личные вещи, однако шлафрок и колпак не дошли до вдовы, поскольку к тому моменту уже были проданы с аукциона). Но в Англии середины-конца XVIII века ночной колпак окончательно выходит из употребления днём, и его начинают носить, только отходя ко сну. В то же время, например, в России, днём в неформальной обстановке ночной колпак продолжали носить как и в XVIII-м (в частности, Гавриил Добрынин в своих воспоминаниях описывает, как во время банкета в своей усадьбе в 1772 году предводитель брянского дворянства Фаддей Петрович Тютчев был одет в халат и ночной колпак, в то время как его 50 гостей были одеты в формальные костюмы; при этом Добрынин подчёркивает, что «на досуге» сравнил Тютчева с Юпитером, восседавшим среди олимпийских богов и богинь; также последний запорожский гетман граф Кирилл Разумовский в последние годы редко появлявшийся на устраивавшихся им балах, а если и появлялся, то в ночном колпаке и пришитой к шлафроку звездой ордена Андрея Первозванного), так и в XIX веке. Ночной колпак, наряду с халатом (шлафроком, архалуком), является одним из предметов стереотипного образа русского помещика XVIII—XIX веков. Под влиянием ночного колпака появляются домашние шапки схожей формы, также носившиеся с халатом, также прикрывавшие голову вместо парика, и также вышивавшиеся. В Англии их также называли ночными колпаками, хотя они никогда не носились во время сна, хотя также называли их англ. undress cap, а в Америке для подобных шапок также бытовало и другое название — англ. negligé cap. Также могли носить и тюрбаны. Вероятно, помимо ночных колпаков во время сна использовались платы, повязывавшиеся на голову. Так, в отчётах королевского двора при правлении английского короля Якова IV упоминается предоставленный государю, по крайней мере, один спальный платок (англ. night kerchief). Кроме того, подобная практика упоминается в «Жизни Сэмюэля Джонсона» — биографии за авторством шотландского писателя Джеймса Босуэлла, написанная во время путешествия Джонсона и Босуэлла на Гебриды, и в трактате «Искусство продления человеческой жизни» 1796 г. за авторствои немецкого врача и лейб-медика прусского короля Фридриха Вильгельма III Кристофа Гуфеланда (Гуфеланд упоминает, что голову повязывали шёлковыми и хлопчатобумажными платками).
С распространением вязальных машин появились ночные колпаки из фабричных тканей.
В XIX веке ночной колпак становится конусовидной формы, сужаясь кверху. В начале-середине XIX века большая часть ночных колпаков обладали кисточкой на конце. В Великобритании белые ночные колпаки, связанные спицей или крючком считались менее модными, нежели цветные. Также ночные колпаки XIX века шились и вязались из шёлка, шерсти и хлопчатобумажной ткани (так, в третьем номере российского дамского журнала «Новый русский базар» за 1876 год среди модных предметов перечисляется в том числе и вязаный гладью тонкими нитями из белой «бумаги» ночной колпак с кисточкой из той же ткани на конце). Вязались ночные колпаки следующим образом: вначале накинув кольцо-окружность из множества петель (в приведённом выше выпуске «Нового русского базара» петель 224), вязали до тех пор, пока все петли не закончатся и колпак не примет нужную форму, а последние закреплялись на изнаночной стороне.
Ночной колпак входил в комплект униформы британской армии в XVIII и XIX веках: так, в 1803 году каждому члену 1-го Королевского Эдинбургского добровольческого полка (англ. 1st Regiment of Royal Edinburgh Volunteers) британской армии было предписано иметь камвольный или фланелевый ночной колпак, завязывавшийся под подбородком. Также в это время ночной колпак носился пациентами больниц. Так, британский историк Уильям Кокс, путешествовавший в Россию в царствование Екатерины II (воспоминания были опубликованы в 1781 г.) в своих воспоминаниях писал, что ночные колпаки выдавались пациентам Екатерининской и Павловской больниц, расположенных в Москве. Спустя семь лет при непосредственном участии императрицы был подготовлен проект Положения о тюрьмах (при его создании был учтён опыт организации тюремных систем передовых европейских государств того времени), особое внимание в нём уделялось тюремным больницам: в частности, пациентам при приёме должны были выдаваться и ночные колпаки. Однако ввиду финансовых и организационных трудностей этот проект так и не был воплощён в жизнь. Согласно проекту устава для петербургской психиатрической больницы Всех Скорбящих Радости, составленным лейб-медиком Иваном Рюлем, холщовые ночные колпаки и женские ночные чепцы (тоже из холста) должны были входить в обязательный перечень одежды для пациентов. Ночные колпаки в числе других предметов одежды пациентов (менявшихся раз в неделю) упоминаются в Уставе лечебных заведений гражданского ведомства, утверждённом в 1851 году (в частности, в примере росписи «вещей, употребляемых в городских больницах» среди предметов одежды упоминаются колпаки из «рубашечного холста», а в примере сметы содержания усреднённой городской больницы — «колпаков по три, <…> фламского полотна»). Подобная практика использовалась и в других странах, не только в России.
В конце XIX века ночной колпак уже был старомодным: его носили в основном пожилые мужчины, а молодые люди уже не покрывали голову, идя ко сну (хотя, энциклопедия «Western World costume, an outline history» 1954 года утверждает, что ночные колпаки стали устаревать уже в 1850—1860-е годы). В начале XX века ночные колпаки носились исключительно пожилыми.
К настоящему времени ночной колпак полностью вышел из употребления, однако этот предмет одежды иногда встречается в анимационных и других фильмах как часть спального костюма персонажей.

## Функции

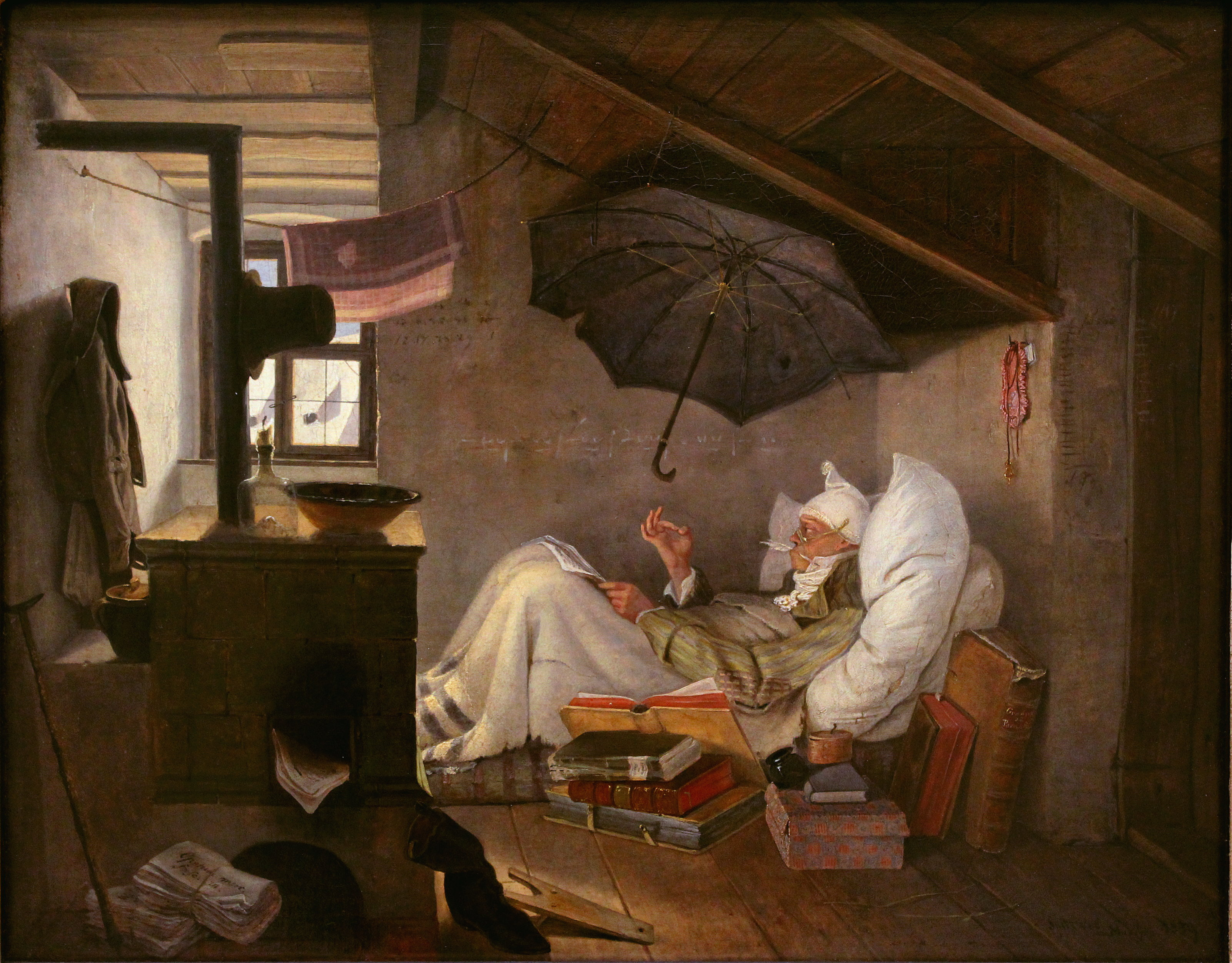
Карл Шпицвег. Бедный поэт. 1839 г. Изображаемый носит ночной колпак на голове

Ночные колпаки носили преимущественно по гигиеническим причинам — чтобы не завелись вши, а также для сохранения тепла, поскольку в домах в то время отсутствовало центральное отопление. У мужских ночных колпаков часто имелось подобие шарфа, которое позволяло согревать в тепле шею, но не обладавшее достаточной длиной для того, чтобы случайно задушить человека во сне. Ночные колпаки, носившиеся в постель, легко стирались. Сверху колпаки (как правило, в XIX-м столетии, реже в XVIII-м) часто украшались кисточкой или помпоном. Нередко ночные колпаки изготовлялись на дому. Ночной колпак надевали на уши и немного заваливали назад таким образом, чтобы конусовидный верх откидывался на затылок или набок. Некоторые ночные колпаки XVII, XVIII веков и даже начала XIX века могли завязываться под подбородком. По цвету ночные колпаки чаще всего были белыми, но могли краситься в красный цвет (так как красный символизировал тепло) или в полоску (например, в красно-белую). Цветными могли быть и кисти ночных колпаков. В Англии XVII века мужчины в трауре (например, вдовцы) могли заказывать себе чёрные колпаки, наряду с другими предметами одежды для сна чёрного цвета. Там же, в 1820—1840-е годы не редким явлением были цветные кисточки на ночных колпаках. В середине XIX века в Англии же были более распространены цветные, нежели белые ночные колпаки. Однако в России подавляющее количество ночных колпаков были белыми. Для большей теплоизоляции и удобства надевания ночных колпаков XIX века внутреннюю сторону могли подворачивать наружу. Кроме того, отвороты обеспечивали более спокойный сон, поскольку без них конец с помпоном/кистью застревал бы под подушкой или крутился возле головы, тем самым мешая спать. Гуфеланд рекомендовал носить в постель не слишком сжимающие голову ночные колпаки, но и не слишком тёплые; кроме того, в случае, если у человека были «волосы крепки» (sic!), от них вообще следовало отказываться либо заменить их редкой сеточкой. Таким образом, по мнению Гуфеланда, пожилые люди и полнокровные «избавляются <…> от приливов крови к голове».
Исследование британского врача У. Дж. Селкирка (англ. W. J. Selkirk), опубликованное в «British Medical Journal» в 1918 году, утверждает, что, помимо сохранения тепла (повышение теплообмена также способствует понижению возбуждению сенсорной системы; однако, как утверждает автор исследования, данная практика не рекомендуется для обеспечения здорового сна, хотя она определённо способствует сну), ночные колпаки, почти вышедшие из употребления к этому моменту, также способствуют предотвращению бессонницы органической этиологии. В частности, ночной колпак обладает звукоизолирующими свойствами, а будучи задвинутыми на глаза, предотвращает слишком ранее пробуждение спящего из-за утреннего света. Селкирк сравнивает пользу ночного колпака с аналогичной у балаклавы и подобных ей вязаных подшлемников, распространённых тогда в британской армии.
Ночной колпак также использовался как головной убор для заключённого, подвергаемого казни через повешение, скрывая его предсмертные муки: в тюрьмах Тайберна и Ньюгейта палачи надевали его на голову заключённым после молитвы; для женщин вместо него предназначалась шляпа с вуалью. Примерно с 1850 года во многих английских тюрьмах он использовался во время казней официально. Подобная практика могла, видимо, применяться и в России: так, во время повешения революционера Дмитрия Каракозова, совершившего в 1866 году попытку покушения на императора Александра II, на его двоюродного брата и сообщника Николая Ишутина, присутствовавшего с Каракозовым на эшафоте, согласно исследованию российского и советского историка Алексея Шилова и по воспоминаниям чиновника министерства внутренних дел Александра Рембелинского «надели белый длинный балахон (у Шилова — саван), скрутили назад руки, напялили на голову белый колпак (Шилов упоминает, что колпак был спущен на глаза Ишутина), на шею надели петлю». Каракозов был одет схожим образом, чиновник особых поручений при министре внутренних дел Александр Харламов вспоминал, что на Каракозове был серый арестантский халат с прикреплённой на нём дощечкой «Цареубийца» и такая же серая шапка. С колпаком на голове Каракозова зарисовал присутствовавший на казни Илья Репин.
Женщины надевали в постель чепцы в виде кусков ткани, оборачивавшихся вокруг головы, нередко украшавшиеся лентами, оборками, кружевом и ажурной вышивкой; а также шерстяные шапки. Они также вошли в обиход в XVI—XVII веках. Иногда они носились и днём. В викторианской Англии женские ночные чепцы шились из батиста и муслина, некоторые (в особенности экземпляры 1840-1850-х годов) вязались из хлопковых нитей. В России ночные чепцы, наряду с мужскими ночными колпаками, также могли изготавливаться и из фуляра и белёного миткаля (из последней ткани также изготавливали и дневные чепцы и иную ночную одежду). Во Франции их могли изготавливать и из белого пике. Оборки и завязки муслиновых и батистовых ночных чепцов изготовлялись из немного более тонкой ткани. Гуфеланд предъявлял к ночным чепцам такие же требования, как и к ночным колпакам. Они также стали выходить из употребления в конце XIX века среди молодых женщин и девушек (в 1885 году в 840-м номере российского журнала «Всемирная иллюстрация» выходит статья о женской академии в Цинциннати, где, в частности, дам учили правильному сну; преподавательница, в частности, упоминает, что «oтврaтительный (sic!) ночной колпак всецело изгоняется из употребления»), однако в 1910—1920-е годы они пережили краткий ренессанс, не в последнюю очередь вследствие популярности в те годы причёсок с кудрявыми и волнистыми волосами. Чепцы 1900—1910-х годов изготавливались из белого или цветного шёлка, и иногда оторачивались валансьенским кружевом, чепцы 1920-х изготовлялись из цветного шёлка и кружева. В некоторых чепцах 1910—1920-х присутствовали отделения для пакетиков, куда высыпался порошок с парфюмом, что позволяло придавать волосам приятный запах. Как и у «дневных» чепцов, у ночных существовало несколько способов крепления на голове — завязыванием под подбородком, завязыванием на лбу, а позднее — удерживанием на резинке.
Согласно письмам сестёр Вильмот своим родителям 1803 года и Марты Вильмот своей сестре Алисии 1805 года, сподвижница Екатерины II, княгиня Екатерина Дашкова носила мужской ночной колпак вместо чепца.
Также ночные колпаки и чепцы могли носить и дети. Немецкий врач XVIII века Кристиан Август Струве (нем. Christian August Struve) советовал их для младенцев, хотя по мере взросления от них стоило отказываться. Однако не все соглашались с рекомендациями Струве, некоторые считали, что детям лучше носить ночные колпаки/чепчики постоянно из-за боязни отита ввиду сна в холодных комнатах. Схожие со Струве рекомендации давал другой видный врач того времени, англичанин Эразм Дарвин, в своём труде «Зоономия», а также и Гуфеланд: «в комнате дети должны быть всегда с открытою головою, днём и ночью. От этого хорошо ростут (sic!) волосы и отстраняются приливы крови к голове, к которым дети бывают предрасположены». Шотландский писатель Мартин Мартин в своём труде «Описание западных островов Шотландии» (англ. A Description of the Western Islands of Scotland) 1703 года пишет, что мужчины-жители острова Скай начала XVIII века начинали носить ночные колпаки с 16 лет, а многие не носили вовсе.

## В культуре
- Чепец, выполняющий функции ночного колпака, упоминается в поэме Пушкина «Граф Нулин» 1825 года[70]:

В ночном чепце, в одном платочке,

Глазами сонными жена

Сердито смотрит из окна

На сбор, на псарную тревогу…
- Ночной колпак является непременным атрибутом главного героя «Рождественской песни в прозе» Чарльза Диккенса, Эбенезера Скруджа.
- Хлопчатобумажный ночной колпак носит безымянный главный герой рассказа «Гамлет Щигровского уезда» из цикла «Записки охотника» Ивана Тургенева, ведущий беседу с автором, и ночующий, как и автор, у помещика Александра Михайловича Г***.
- Белый фланелевый ночной колпак упоминается в сатирической повести российского и советского писателя Евгения Замятина «Островитяне» 1916 года как атрибут образцового человека викторианской эпохи, подчинённого строгим правилам и установкам, в лице главного героя, викария Дьюли[71].
- Ночные колпаки встречаются на некоторых портретах XVI—XVIII века. Одним из самых ранних экземпляров считается миниатюра работы Лукаса Хоренбота (англ. Lucas Horenbout) с изображением Генри Фицроя, внебрачного сына английского короля Генриха VIII, датирующаяся 1533—1534 гг.[72][73] Из других известных портретов с ночными колпаками можно назвать портрет английского кораблестроителя Финеаса Петта[англ.][74], а также «Утро Вольтера» и «Вольтер, играющий в шахматы с отцом Адамом» из «Вольтериады» — серии полотен швейцарского художника Жана Юбера[75]. Именно в ночном колпаке изобразил себя Рембрандт на своих поздних автопортретах[76] 1660 и 1661 годов. В русской живописи одним из самых известных подобных портретов является портрет горнозаводчика и ботаника Прокофия Демидова 1773 года, хранящийся в Третьяковской галерее[77][78]. Также они встречаются и в жанровых картинах, например на полотне «Утренний приём» (англ. The Rake's Levee) английского художника Уильяма Хогарта из серии картин «Похождение повесы[англ.]»[20][79][80].
- «Ночной колпак старого холостяка» (дат. Pebersvendens Nathue) — сказка Ханса Кристана Андерсена.
- «Мой спальный колпак» (фр. Mon bonnet de nuit, рус. Мой спальной калпакъ) — сборник очерков Луи-Себастьяна Мерсье 1784 г. (на русском вышло в 1789 г.)[81]. В нём Мерсье, в частности, описывает, что в ночном колпаке легче собраться с мыслями, что вынесено уже в предисловие:

Сколь утешно беседовать одному с пером своим, имея спальной колпак на голове! Тогда бываешь истинным повелителем своих мыслей и выражений; тогда воображением своим располагаешь по своей воле, не находишь никакого порицателя, пишешь пространно, однако ж не без восхищения.— Мерсье Л.-С. Предисловие // Мой спальный калпак. — СПб.: Типография Рахманинова, 1789. — С. 1-2.
- Ночные колпаки как атрибут одежды пациентов больниц упоминается в гоголевской комедии «Ревизор», в сцене, где городничий Сквозник-Дмухановский обращается к попечителю богоугодных заведений Артемию Землянике:

Городничий. Мотает или не мотает, а я вас, господа, предуведомил. Смотрите, по своей части я кое-какие распоряженья сделал, советую и вам. Особенно вам, Артемий Филиппович! Без сомнения, проезжающий чиновник захочет прежде всего осмотреть подведомственные вам богоугодные заведения — и потому вы сделайте так, чтобы все было прилично: колпаки были бы чистые, и больные не походили бы на кузнецов, как обыкновенно они ходят по-домашнему.
Артемий Филиппович. Ну, это еще ничего. Колпаки, пожалуй, можно надеть и чистые.
— Действие I. Явление I

## Интересные факты
- Согласно воспоминаниям Геннинга-Фридриха Бассевитца, Пётр I, любивший «великолепие в празднествах» и чья частная жизнь отличалась простотой и скромностью, носил халат и ночной колпак из посредственного полотна[82]. Ночной колпак Петра I (правда из фетра) сохранился и по сей день, и хранится в музее-дворце Монплезир в Петергофе[83].
- В английском языке слово «nightcap», чьё основное значение — «ночной колпак/чепец», также используется и в переносном значении, обозначая спиртное, выпиваемое перед сном[84].
- При строительстве т.н. «Ледяного дома», одной из забав Анны Иоанновны, зимой 1739-1740 гг. для шуточной свадьбы шута Михаила Голицына и Авдотьи Бужениновой, находившиеся там ночные колпаки также были сделаны изо льда[85].

### Комментарии
1. ↑  В сноске к приведённому в данной статье изданию «Парижского домохозяина/Домостроя» указано: фр. ici bonnets de nuit. В современном фр. couvre-chef обозначает любой головной убор. Между тем в средневековой Франции данный термин обозначал покрывало, надевавшееся замужними женщинами. Так что, в оригинале мог подразумеваться как и ночной колпак в современном виде, так и плат, оборачивавшийся вокруг головы спящего.
2. ↑  Микеле Дагомари, он же Микеле да Прато, передал в кафедральный собор Прато пояс Пресвятой Богородицы, захваченный крестоносцами в Иерусалиме во время первого крестового похода, и привезённый в Италию в 1141 году.